# Challenger de Midland 2023

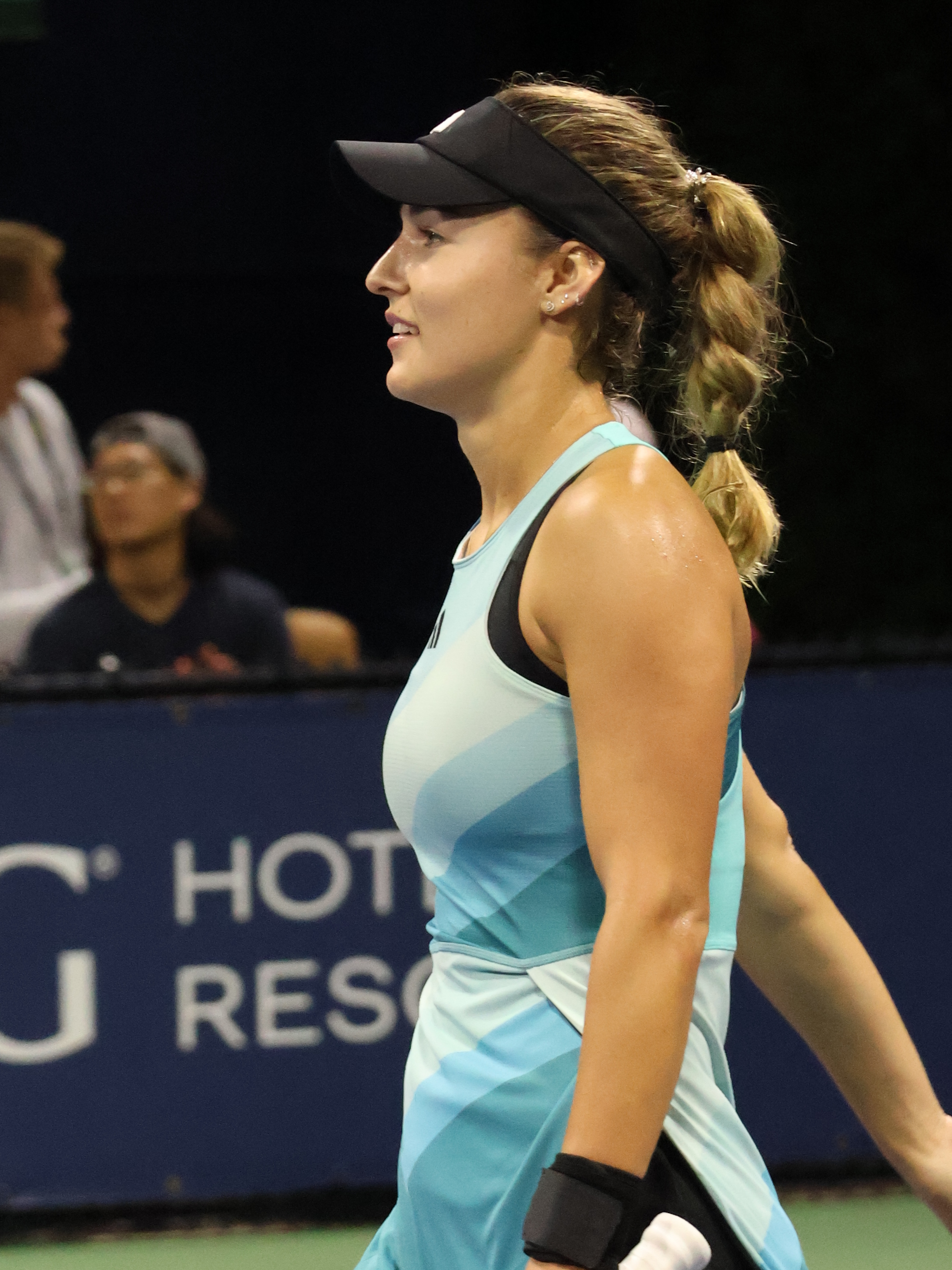
Anna Kalinskaya

El Dow Tennis Classic 2023 fue un torneo de tenis profesional jugado en canchas duras. Fue la 29ª edición del torneo y formó parte de los Torneos WTA 125s en 2023. Se llevó a cabo en Midland, Estados Unidos, entre el 30 de octubre al 5 de noviembre de 2023.

## Cabezas de serie

### Individuales
| Tenista         | Ranking | Preclasificada |
| Emma Navarro    | 42      | 1              |
| Peyton Stearns  | 48      | 2              |
| Alycia Parks    | 54      | 3              |
| Taylor Townsend | 66      | 4              |
| Ashlyn Krueger  | 80      | 5              |
| Kayla Day       | 94      | 6              |
| Emina Bektas    | 104     | 7              |
| Katie Volynets  | 108     | 8              |
| Emiliana Arango | 113     | 9              |

- Ranking del 23 de octubre de 2023.

### Dobles
| Tenista                           | Ranking | Preclasificada |
| Sabrina Santamaria Heather Watson | 189     | 1              |
| Conny Perrin Iryna Shymanovich    | 210     | 2              |
| Sophie Chang Ashley Lahey         | 258     | 3              |
| Ashlyn Krueger Angela Kulikov     | 267     | 4              |

## Campeonas

### Individuales femeninos
Anna Kalinskaya venció a  Jana Fett por 7–5, 6–4

### Dobles femenino
Hailey Baptiste /  Whitney Osuigwe vencieron a  Sophie Chang /  Ashley Lahey por 2–6, 6–2, [10–1]